# Deutsch-Amerikanisches Institut Tübingen

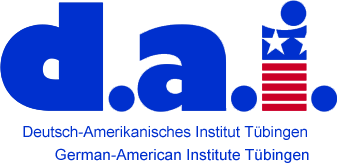
Logo

Das Deutsch-Amerikanische Institut Tübingen (d.a.i.) existiert seit 1952 und hat den kulturellen Austausch zwischen den beiden Ländern Deutschland und Amerika auf mehreren Ebenen zum Ziel. Das d.a.i. ist eine binationale Bildungs- und Kultureinrichtung, die in Tübingen und Umgebung über kulturelle und soziale, politische und wirtschaftliche Entwicklungen in den USA und in Deutschland informiert. Träger ist die Deutsch-Amerikanische Gesellschaft Tübingen e.V.

## Geschichte
Das Institut wurde 1952 als „Amerika-Haus Tübingen“ eröffnet. Es sollte nach dem Zweiten Weltkrieg die Verbreitung der westlichen Kultur fördern und die freiheitliche Demokratie im Bewusstsein der Bevölkerung verankern. Damals existierten bundesweit 44 solcher Einrichtungen, heute sind es noch zehn, davon vier in Baden-Württemberg. Das Informations- und Bildungsangebot wurde gerne angenommen. Die Institute waren nach der Zeit des Nationalsozialismus Orte des freien Geistes. In ihnen wurden aktuelle Themen diskutiert und Hollywoodfilme gezeigt. Außerdem konnten die in den Jahren zuvor verbotenen deutschen Schriftsteller und amerikanische Klassiker (wieder-)gelesen werden. Das d.a.i. Tübingen wird gefördert durch das Land Baden-Württemberg, das Auswärtige Amt, die Stadt Tübingen, die amerikanische Botschaft und durch seine über 1.300 Mitglieder. Es ist Zeugnis für die Etablierung der deutsch-amerikanischen Freundschaft.

## Angebote

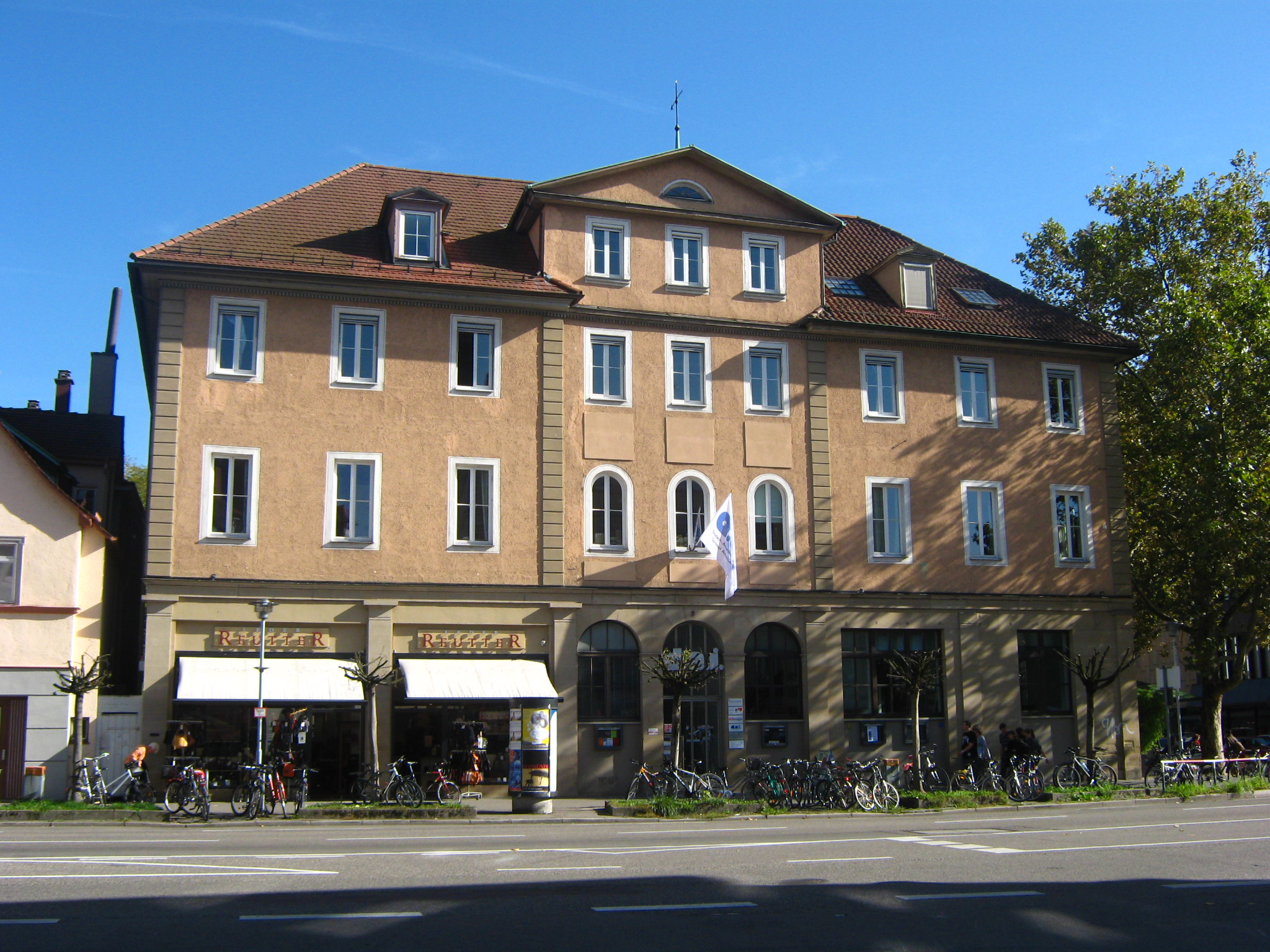
Deutsch-Amerikanisches Institut Tübingen (2012)

Das d.a.i. bietet ein Kulturprogramm mit Vorträgen und Filmen, Konzerten und Theateraufführungen, Ausstellungen, Lesungen und amerikanischen Events und Englischkurse in verschiedenen Schwierigkeitsstufen. Das Angebot reicht von Sprachkursen in Englisch und Spanisch über ein umfangreiches Kulturprogramm mit Ausstellungen, Vorträgen, Lesungen, Filmen, Konzerten, Theateraufführungen, amerikanischen Events und mehr bis zur öffentlichen Bibliothek mit über 10.000 Büchern und Medien, vorwiegend auf Englisch, diversen aktuellen englisch- und deutschsprachigen Zeitschriften sowie einem umfangreichen Bestand an CDs, DVDs, Videos, Hörbüchern und Sprachlernprogrammen sowie mehreren Internet-Arbeitsplätzen.
Zusätzlich bietet es Fortbildung für Englischlehrer durch Seminare an amerikanischen Universitäten. Darüber hinaus ist das d.a.i. eine Anlaufstelle für alle, die einen Aufenthalt in den USA planen: an einer Highschool, zum Studium, als Au-pair, zu einem Praktikum oder Arbeitsaufenthalt. Auch zahlreiche Reisen in die USA veranstaltet das d.a.i. – nach Tübingens Partnerstadt Ann Arbor oder New York und Washington bis hin zu Spezialreisen zum Thema Bluegrass, Blues oder Kunst in San Francisco. Auf der Homepage finden sich weiterführende Informationen über das aktuelle Kulturprogramm, Sprachkurse, die Bibliothek mit der Möglichkeit der online-Recherche, das USA-Reiseangebot sowie ein Verzeichnis aller deutsch-amerikanischen Adressen in Baden-Württemberg: Organisationen und Institutionen, Vereine und Freundschaftsclubs. Es gibt einen Newsletter, der über die Homepage abonniert werden kann. Eine Mitgliedschaft kann ebenfalls on-line beantragt werden.
Das d.a.i. bietet auch Praktikumsplätze für Studierende sowie die Möglichkeit, als Volunteer einige Stunden in der Woche ehrenamtlich mitzuarbeiten. Ein Projekt des d.a.i. ist „Rent an American“. Dabei kann interdisziplinär an allen Schulen ein Student aus den USA kostenfrei als Gast im Unterricht „gemietet“ werden. Dies ermöglicht interkulturelle Begegnungen zwischen Lernenden, Lehrenden und „Native Speakers“.